# Attalea iguadummat
Attalea iguadummat är en enhjärtbladig växtart som beskrevs av De Nevers. Attalea iguadummat ingår i släktet Attalea och familjen Arecaceae.
Artens utbredningsområde är Panama. Inga underarter finns listade i Catalogue of Life.